# Joachim Moszyński
Joachim Moszyński (ur. 3 marca 1758 w Warszawie, zm. około 10 lutego 1821 we Francji) – prezydent Warszawy, prefekt departamentu płockiego Księstwa Warszawskiego w 1807 roku, wolnomularz.

## Życiorys
Był bliskim współpracownikiem Hugona Kołłątaja w Warszawie i Tadeusza Kościuszki, którego był emisariuszem.
Był komisarzem policji. Od stycznia 1807 do 21 lutego 1807 był prezydentem miasta. W 1809 opuścił Warszawę. W 1812 roku przystąpił do Konfederacji Generalnej Królestwa Polskiego.
Był członkiem loży wolnomularskiej Świątynia Izis w 1811/1812 roku.